# Герберт Густав Шмальц
Герберт Густав Шмальц (англ. Herbert Gustave Schmalz; 1 червня 1856, Ньюкасл — 24 листопада 1935, Лондон) — британський художник-прерафаеліт.

## Життєпис
Народився в Англії в сім'ї німецького консула Гюстава Шмальца та його англійської дружини Маргарет Кармайкл; старшої дочки художника Джеймса Вілсона Кармайкла. Він здобув звичайну освіту в галузі живопису, спочатку в Художній школі Південного Кенсінгтона, а потім у Королівській академії мистецтв, де навчався у Френка Діксі, Стенхоупа Форбса та Артура Хакера. Він закінчив навчання в Антверпені в Королівській академії образотворчих мистецтв.
Після свого повернення до Лондона він зробив собі ім'я як історичний живописець, на чий стиль вплинули прерафаеліти та орієнталісти. У 1884 успішно виставив свою картину «Надто пізно» у Королівській академії. Після подорожі до Єрусалиму в 1890 написав серію картин на теми Нового Завіту, одна з найвідоміших — «Повернення з Голгофи» (1891).
Після 1895 все частіше писав портрети. У 1900 провів велику особисту виставку під назвою «Мрія прекрасних жінок» у Товаристві красних мистецтв на Бонд-стріт.
Дружив з Вільямом Холманом Хантом, Вел Прінсепом та Фредеріком Лейтоном. У 1918, після поразки Німеччини в Першій світовій війні, прийняв дошлюбне прізвище своєї матері.

## Вибрані картини

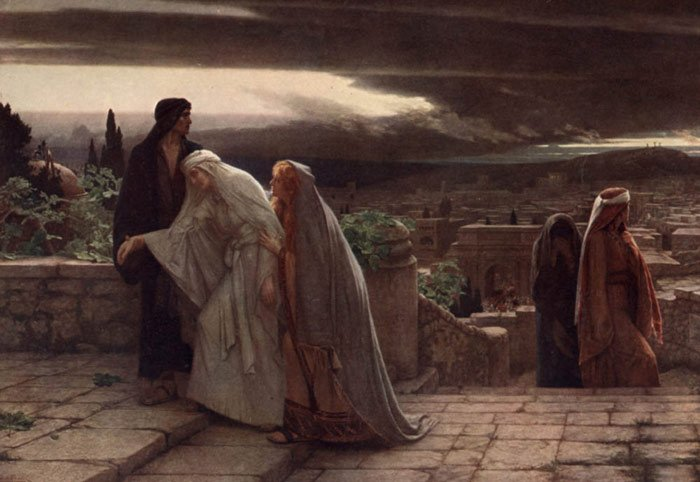
«Повернення з Голгофи» (1891)
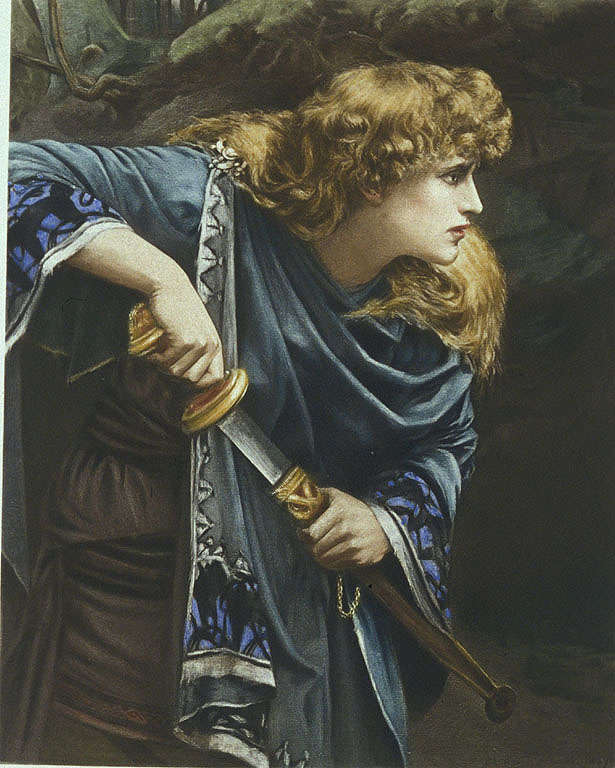
«Імоджен» (1888)
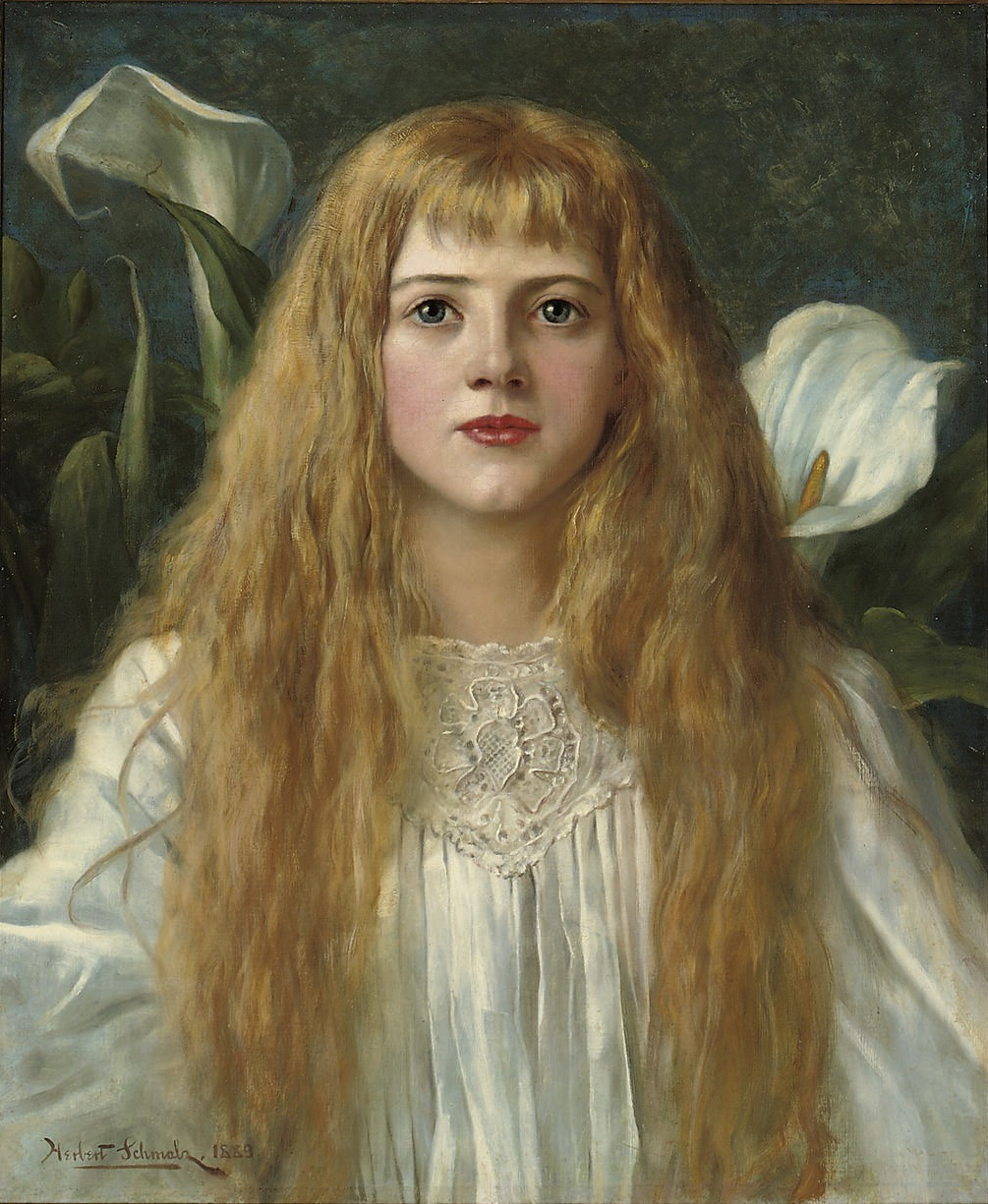
«Прекрасна красуня» (1889)
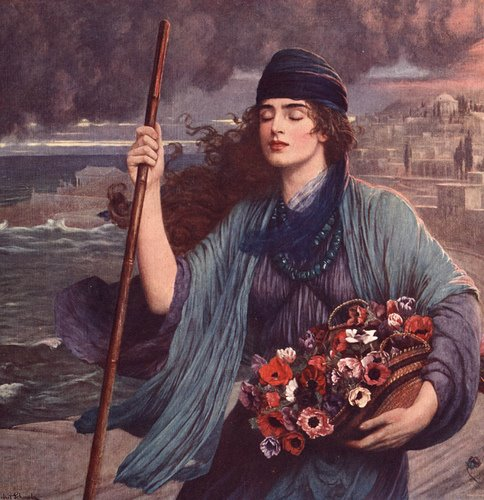
«Нідія, сліпа з Помпеї» (1890)
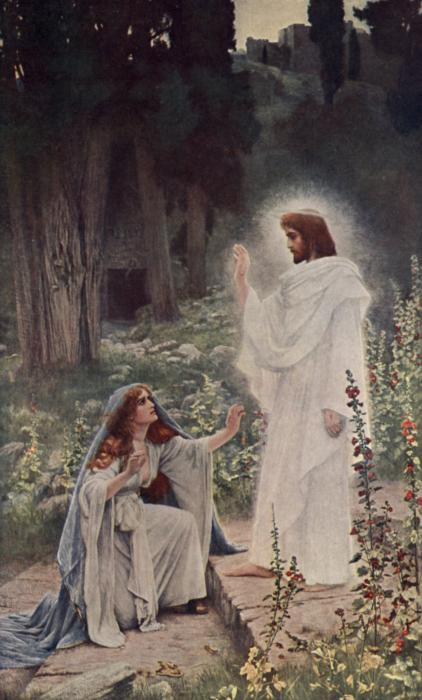
«Раббоні» (1896)
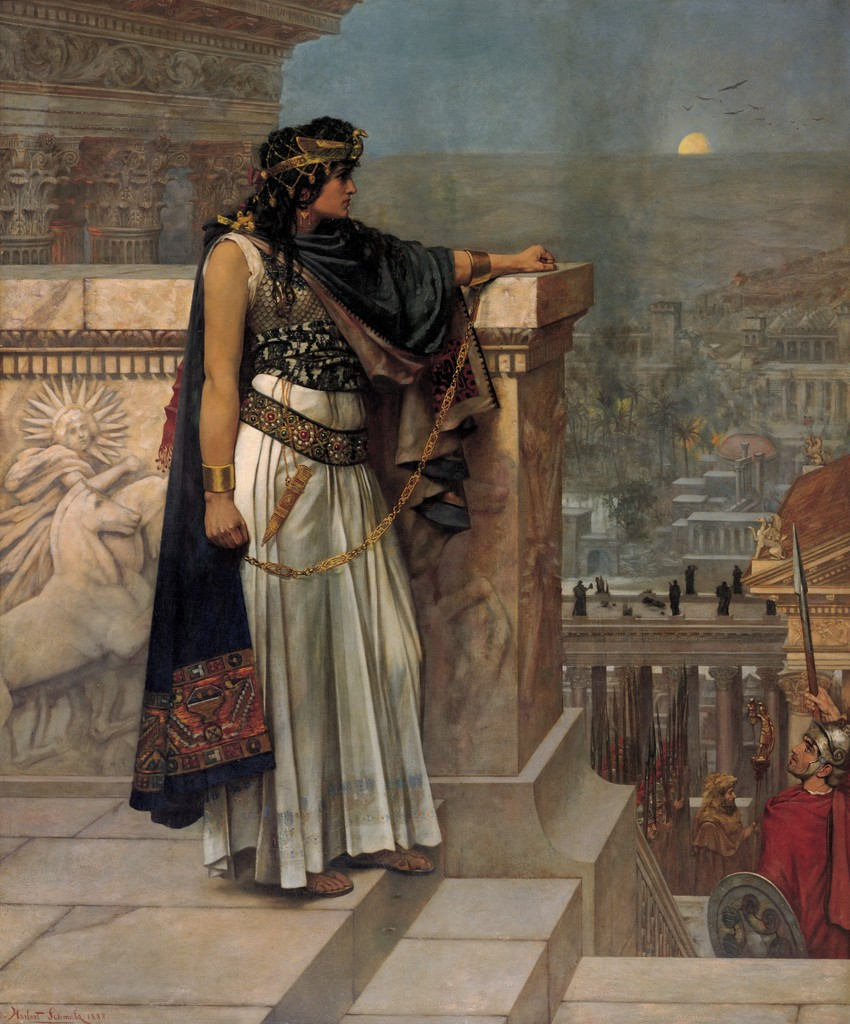
«Зенобія» (1888)